# Grant Gee
Pour les articles homonymes, voir Gee.
Grant Gee, né en 1964, est un réalisateur anglais spécialisé dans le clip. Il a notamment réalisé :
- Spooky - Fingerbobsextrait de Found Sound (1996)
- Radiohead - No Surprises extrait de OK Computer (1998)
- Blur - Tender extrait de 13 (1999)
- Coldplay - Shiver extrait de Parachutes (2000)
- Idlewild - Roseability extrait de 100 Broken Windows (2000)
- Luke Haines - Off My Rocker at the Art School Bop extrait de Off My Rocker at the Art School Bop (2006)

Il a par ailleurs réalisé le documentaire Meeting People Is Easy en 1998 qui retrace la tournée de Radiohead lors de la tournée de leur album OK Computer.